# Осиковий Гай
Осиковий Гай — село в Україні, у Чкаловській селищній громаді Чугуївського району Харківської області. Населення становить 100 осіб. До 2016 орган місцевого самоврядування — Коробочкинська сільська рада.

## Географія
Село Осикове Гай знаходиться на відстані 2 км від села Коробчине. Поруч проходить автомобільна дорога М03.

## Історія
12 червня 2020 року, відповідно до Розпорядження Кабінету Міністрів України № 725-р «Про визначення адміністративних центрів та затвердження територій територіальних громад Харківської області», увійшло до складу Чкаловської селищної громади.
19 липня 2020 року, в результаті адміністративно-територіальної реформи та ліквідації Чугуївського району, село увійшло до складу новоствореного Чугуївського району Харківської області.

## Населення

### Мова
Розподіл населення за рідною мовою за даними перепису 2001 року:
| Мова       | Кількість | Відсоток |
| ---------- | --------- | -------- |
| російська  | 95        | 95%      |
| українська | 5         | 5%       |
| Усього     | 100       | 100%     |